# Gnaphosa cumensis
Gnaphosa cumensis är en spindelart som beskrevs av A. V. Ponomarev 1981. Gnaphosa cumensis ingår i släktet Gnaphosa och familjen plattbuksspindlar. Inga underarter finns listade i Catalogue of Life.